# 黄木崗駅
黄木崗駅（こうぼっこうえき、中文表記: 黄木岗站、英文表記: Huangmugang Station）は、中華人民共和国深圳市福田区に位置する深圳地下鉄7号線（西麗線）の駅である。

## 駅構造
2層単式ホーム2面2線の地下駅である。

## 隣の駅
■7号線
華新駅 - 黄木崗駅 - 八卦嶺駅